# Raggamuffin hip hop
Il Raggamuffin rap (o Raggamuffin hip hop) è uno stile di musica reggae che combina elementi del sottogenere raggamuffin a quelli della musica rap.
L'artista britannico di origine giamaicana Shinehead, è considerato il pioniere di questo genere con il suo singolo "Who the Cap Fit" nel 1986 contenuto in origine nell'album indipendente Rough And Rugged (1986), anche se la coppia formata dal cantante raggamuffin giamaicano Daddy Freddy con il rapper e produttore britannico Asher D, è spesso accreditata per aver creato il genere l'anno successivo con l'album Ragamuffin Hip-Hop (1987).

## Storia

### Origini
Sebbene le storie sull'hip hop inizino con il riconoscerne il nativo giamaicano Kool Herc come il padre fondatore, si sostiene che, se i giamaicani avessero smesso di spostarsi a New York e contaminare l’hip hop con l'accento delle Indie Occidentali, il raggamuffin non si sarebbe sviluppato in questo senso. Il connubio tra reggae e rap è sempre stato presente sin dalle origini, visto che il rap stesso si sviluppò proprio grazie al contributo di una forma di reggae, il DJ Style, nei primi anni settanta, dal quale ereditò lo stile di canto parlato. Un'analisi più da vicino conferma le evidenti affinità tra hip hop e reggae.
Poco dopo la realizzazione del singolo Rapper's Delight (1979) del gruppo rap The Sugarhill Gang, gli artisti DJ Style/early dancehall Welton Irie e General Echo reincisero le proprie versioni di questo brano, riadattate in chiave reggae. Di risposta, i rapper di New York citarono riferimenti al "I and I" e a Bob Marley nel brano "How We Gonna Make the Black Nation Rise?" dei Brother D & The Collective Effort. Dal 1985, alcuni dei gruppi più commerciali della scena rap, i Run DMC e i Fat Boys, incorporarono il reggae nei propri lavori. Proprio il brano dei Run DMC "Roots, Rap, Reggae" (contenuto nel loro album King of Rock - 1985) fu uno dei primi pezzi rap a dimostrare espliciti collegamenti tra hip-hop e reggae. L'album del rapper Scott La Rock Criminal Minded (1987) propose dei riddim reggae classici, mentre KRS-One prese in prestito melodie dancehall per i suoi versi, e combinò le sue rime con forti introduzioni del patois (dialetto) giamaicano. Nel processo, molti riferimenti al reggae vennero introdotti nel vocabolario hip hop.

### La nascita
Il primo artista in assoluto a creare definitivamente un genere di fusione tra raggamuffin e rap fu Shinehead (Edmund Carl Aitken), DJ nativo britannico di origine giamaicana ma residente a New York. Il suo singolo "Who the Cap Fit" nel 1986, contenuto inizialmente nell'album Rough And Rugged (1986) fu il primo esempio di raggamuffin rap, assieme ad altri brani contenuti nel disco in questione. Nella musica di Shinehead, il dancehall reggae e l'hip hop riuscivano a sposarsi ed entrare in conversazione a livello ritmico, ed in questo modo il rap afro-americano e il toasting nel patois giamaicano trovavano un punto d'intersezione. Tuttavia l'invenzione del genere viene spesso accreditata al dj dancehall/ragga giamaicano Daddy Freddy, che però cronologicamente giunse un anno più tardi; nel 1987, Freddy si sposto nel Regno Unito, dove firmò un contratto con l'etichetta discografica Music of Life ed iniziò a lavorare con il produttore e rapper britannico Asher D. Grazie a questa collaborazione, anch'egli creò un esempio di fusione tra la musica dancehall/ragga e l'hip hop. Nel 1987 infatti Daddy Freddy pubblicò, in coppia con Asher D, l'album Ragamuffin Hip-Hop, opera che coniugava i due generi, e che gli permise di raggiungere il successo internazionale. Shinhead e Asher D & Daddy Freddy contribuirono quindi a stabilire un nuovo stile che sarà molto diffuso negli anni novanta. Sebbene Shinhead li avesse preceduti di un anno, spesso Ragamuffin Hip-Hop viene riconosciuto come il primo album raggamuffin rap. In effetti, l'album di debutto di Shinhead non ottenne molta visibilità, soprattutto perché pubblicato da una piccola etichetta indipendente, la African Love Music, ricevendo poca sponsorizzazione. Il suo primo album ufficiale fu Unity, pubblicato per la major Elektra nel 1988, il quale conteneva diversi brani tratti dal precedente Rough And Rugged, tra cui appunto "Who the Cap Fit" ed altre tracce di fusione tra i due generi.
Altri artisti che in seguito combinarono il rap con il dancehall/ragga furono i Masters of Ceremony col singolo "Sexy" (1987), i Boogie Down Productions con "Stop The Violence" (1988) o alcuni brani di Heavy D. Questo nuovo stile ottenne un certo eco su diversi gruppi di Brooklyn come i Das EFX e i Fu-Schnickens negli anni novanta, per non citare i Kris Kross e il rapper di Los Angeles The D.O.C. ed il produttore Dr. Dre. Considerando che Miami e New York sono state tra le località statunitensi più soggette all'immigrazione giamaicana, non sorprende sentire i 2 Live Crew parlare di punaany (nel dialetto giamaicano indica i genitali femminili), e i riferimenti verso diverse hit dancehall nel loro brano "Reggae Joint" (1989), ma anche produzioni essenziali della West Coast come l'album di Dr. Dre The Chronic (1992) includeva citazioni nel dialetto giamaicano e influenze raggamuffin (come si può sentire nel coro del brano "Lil' Ghetto Boy" cantato da Daz Dillinger).
Dai tardi anni ottanta, la musica dancehall/ragga infatti iniziò ad ottenere un successo internazionale. Grazie al successo di molti DJ, questo genere non era più limitato al solo pubblico giamaicano, ma, come accennato, stava facendo strada anche nella comunità hip hop negli States, così come in Europa. Il dialogo tra dj reggae e rapper, era favorito dai punti di contatto tra la Giamaica ed i ghetti del Nord America. Questo permise al dancehall/ragga di diffondersi nelle comunità nere come forma di musica da ballare, in un modo in cui il precedente roots reggae non era mai riuscito a fare.

### Anni '90 e 2000
Molti lavori reggae hanno influenzato svariati dj hip hop sin dai primi anni ottanta, ma i primi anni novanta videro un'ondata di hit dancehall entrare nei canoni dell'hip hop, tra cui brani di Chaka Demus & Pliers, Shabba Ranks, Supercat, Cutty Ranks e Buju Banton (molti dei quali introdussero remix rap all'interno dei loro pezzi più noti). Molti rapper iniziarono ad ospitare nelle proprie incisioni artisti reggae: DJ dancehall/ragga come Beenie Man, Capleton e Yellowman figurarono più volte come ospiti all'interno degli album di svariati artisti rap statunitensi. Mentre nei primi anni duemila, noti DJ dancehall giamaicani iniziarono ad imporsi nelle classifiche hip hop statunitensi, tra cui Sean Paul, Beenie Man, Vybz Kartel, Sizzla e Elephant Man, alcuni dei quali firmarono addirittura contratti con etichette discografiche hip hop.
L'unione tra dancehall e hip hop permise alla musica giamaicana di guadagnare maggior rilevanza all'interno della scena musicale americana, trovando un apice che non era mai stato raggiunto. Con l'avvento di questa ondata musicale ibrida, gli artisti hip hop iniziarono a rafforzare le influenze reggae nella propria musica e nel proprio gergo. I centri di maggior concentrazione di immigrati giamaicani, come New York, mantengono una forte scena dancehall. Come conseguenza, il panorama musicale influenzato dal reggae, rappresentato da artisti come Smif-N-Wessun (Cocoa Brovaz), Heltah Skeltah, Biggie Smalls, Busta Rhymes, A Tribe Called Quest, Black Star (specialmente Mos Def), Method Man, the Fugees, e molti altri - non tutti sono associati alle Indie Occidentali - si è ispirato alla sua cultura, alle sue politiche anti-imperialiste e a favore dell'Africa. Con l'avanzare della tecnologia ed il diffondersi dell'informazione a facilitare questi scambi, hip hop e reggae continuano tutt'oggi a mantenere viva la loro connessione.

## Alcuni artisti raggamuffin rap
- Asher D & Daddy Freddy
- Beenie Man
- Buju Banton
- Capleton
- Chaka Demus & Pliers
- Cutty Ranks
- Elephant Man
- Lady Saw
- Mad Cobra
- Mr. Vegas
- Sean Paul
- Shabba Ranks
- Shaggy
- Shinehead
- Sizzla
- Super Cat
- Vybz Kartel
- Brusco